# Sárkányfenyő
A sárkányfenyő (Wollemia) az araukáriafélék (Araucariaceae) élő kövületnek számító, monotipikus (egyfajú) nemzetsége. Egyedül az kelet-ausztráliai Új-Dél-Wales állam szűk területre szorult mérsékelt esőerdei részén kialakított Wollemi Nemzeti Park néhány eldugott szurdokvölgyében maradt fenn, kis csoportokban, mintegy száz példánya. A nemzetséget az őslénytanászok 90 millió éves kövületekből ismerték; az élő példányok megtalálása a 20. század egyik nagy botanikai szenzációja volt: 1994-ben bukkant rájuk David Noble, a park természetvédelmi felügyelője (később róla nevezték el a fajt). Az élő kövületek egyik legjobban ismert képviselője.
A kréta kor végi nagy kihalás után az araukáriafélék csak Gondwanán, a déli szuperkontinensen maradtak meg. Ebben az időben a mai Wollemi Nemzeti Park környéke a déli szélesség 60° tájékán helyezkedhetett el. Ausztrália mintegy 90 millió éve szakadt le a Gondwana többi részétől, és kezdett az Egyenlítő felé sodródni: a nemzeti park most a déli szélesség 35° tájékán van. A kontinens a harmadkor második felében ért többé-kevésbé jelenlegi helyére, ahol a Baktérítő környékén leszálló légáramlatok Ausztrália csaknem a 80 százalékát elsivatagosították, a keleti partvidék monszun éghajlatú hegyvidékének növényzetére pedig az eukaliptusz fák betelepülése mért súlyos csapást. Gondwana ősi növényzete jóformán csak Sydney környékének 200–400 m mélyen bevágódó szurdokvölgyeiben és azok oldalában található sziklapárkányokon maradhatott fenn.
A budapesti Füvészkert is őrzi a sárkányfenyő egy példányát.

## Megjelenése, életmódja
A fák akár 40 m magasra is nőhetnek, egy-egy törzs átmérője elérheti az 1 m-t. A vízszintes hajtásokon két sorban fésűsen helyezkednek el sötétzöld, 6–8 cm hosszú, 3–4 mm széles, párhuzamos erű levelei. Levélnyelük nincs, a levélalap félig körülöleli a hajtást. Maga a növény kétivarú, de az egyes virágok egyivarúak, és az oldalágak hajtáscsúcsán nőnek. A porzós virágzat 10 cm hosszú, 1–1,5 cm széles, nyújtott henger alakú, a tobozos nővirágok 1,5 cm átmérőjű gömbök. Két év alatt érnek be, és ezalatt gyermekfej méretűre gyarapodnak, majd a hozzájuk kapcsolódó hajtásdarabokkal együtt lehullanak.
A nyitvatermőktől szokatlan módon vegetatív szaporodásuk is jelentős. Törzseiket alvórügyek tömege borítja. Ha egy nagyobb fatörzs kidől, megsérül vagy elpusztul, a tőből új hajtások, új törzsek sarjadnak. Nagyon gyakran több tucat, csokorban álló törzs alkot egyetlen egyedet, ezért meglehetősen nehéz az egyedek korát a törzs keresztmetszete alapján vagy az évgyűrűk számlálásával megállapítani. A legidősebb törzset 350 évesre becsülik, maga a tő azonban ezeréves is lehet. A legnagyobb és egyben legöregebb példány a King Billy („Vilmos király”) nevet kapta – ez arra utal, hogy már kifejlett fa lehetett, amikor Hódító Vilmos 1066-ban elfoglalta Angliát.

## Védelme
A Nemzetközi Természetvédelmi Unió (IUCN) 1997-ben vette fel a szigorúan veszélyeztetett fajok listájára. Az évmilliók óta elszigetelten élő, alig 100 egyedből álló populáció genetikailag gyakorlatilag azonos egyedekből áll, teljes állománya egyetlen klónnak tekinthető. A genetikai diverzitás hiánya fokozza a faj kipusztulásának veszélyét, mert egy-egy behurcolt növényi kórokozó akár egész populációra végzetes lehet.
A Sydney-i Botanikus Kert kutatóbázisának irányításával igénybe veszik a veszélyeztetett fajok megőrzésének minden lehetséges módszerét. Eredeti élőhelyén szigorú növény-egészségügyi ellenőrzéssel (karantén, fertőtlenítés) igyekeznek minimálisra csökkenteni a fertőzés veszélyét. A területre csak kutatókat engednek be. Sokoldalúan kutatják a fa ökológiáját, egyebek között azt, hogyan befolyásolhatják a faj fennmaradását a környéken gyakori erdőtüzek.
Mesterséges körülmények között, a Sydney-i Botanikus Kert faiskolájában tömegesen szaporítják, és a csemetéket parkoknak, botanikus kerteknek adják át. 2006 tavasza óta az ELTE Füvészkertjében is áll egy nagyobb csemete.

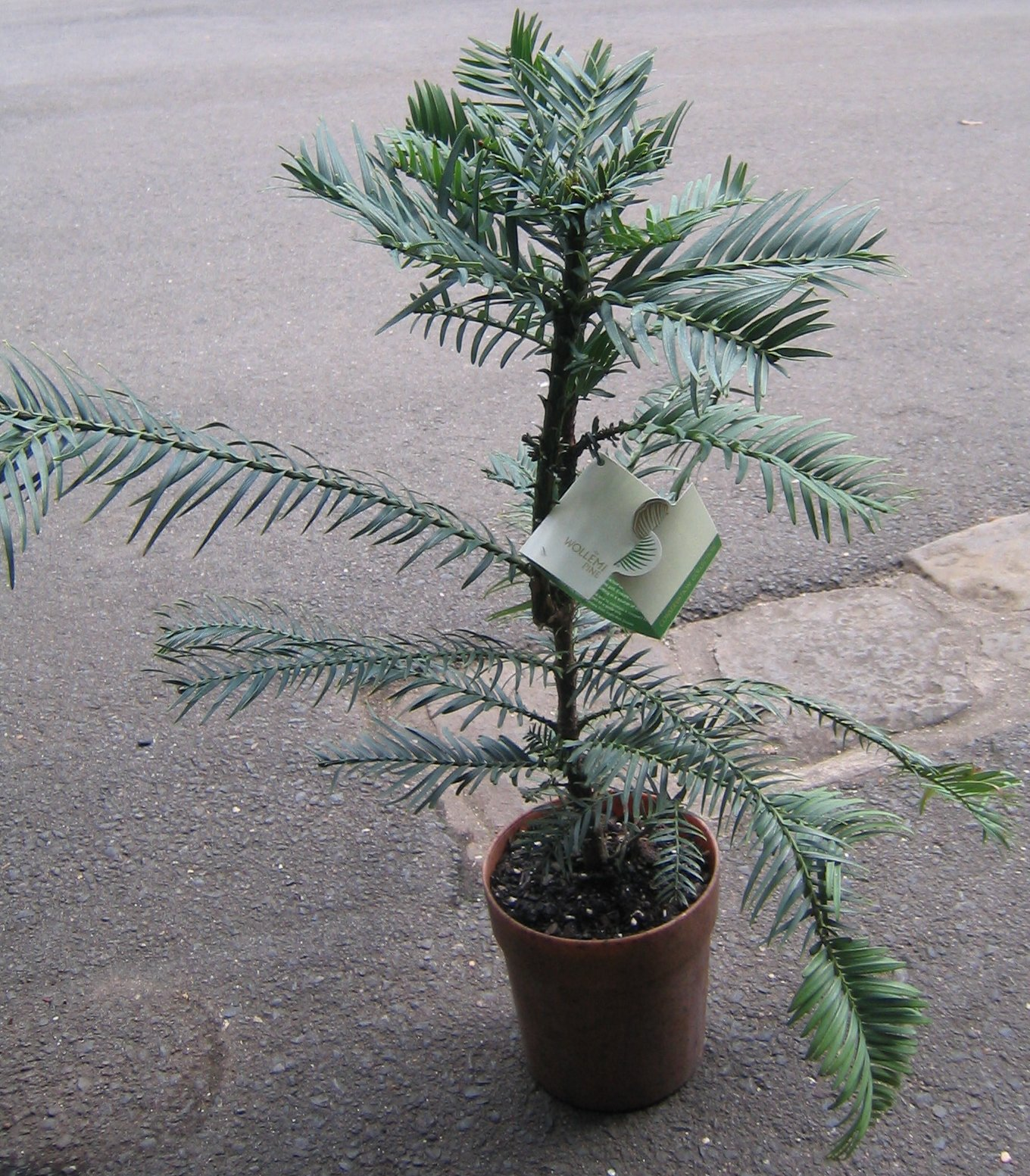
Csemete a Mount Tomah Botanikus Kertben (Ausztrália)
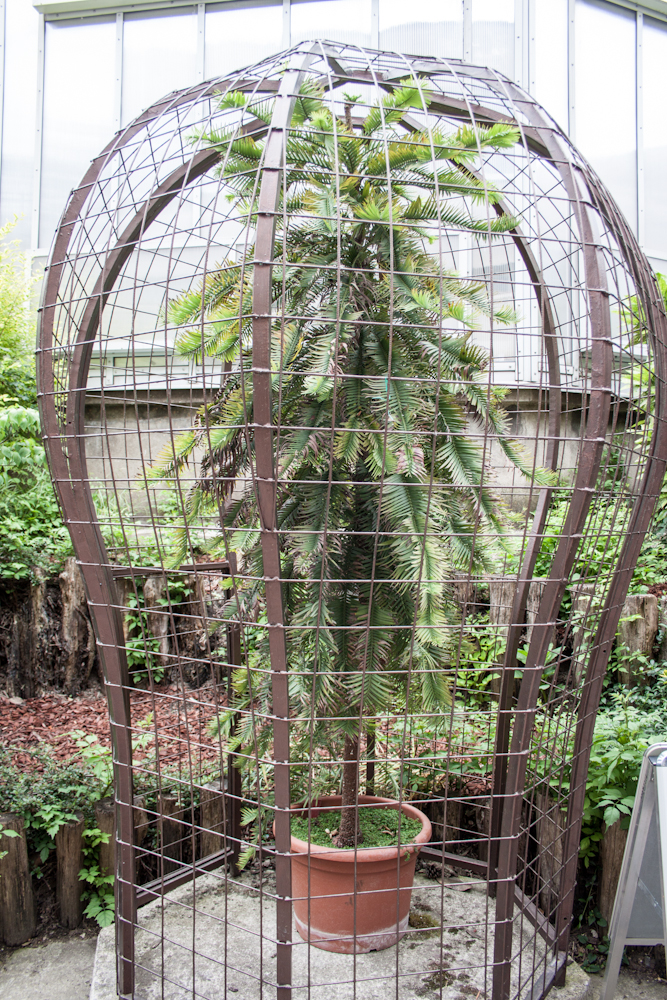
Sárkányfenyő a kassai botanikus kertben
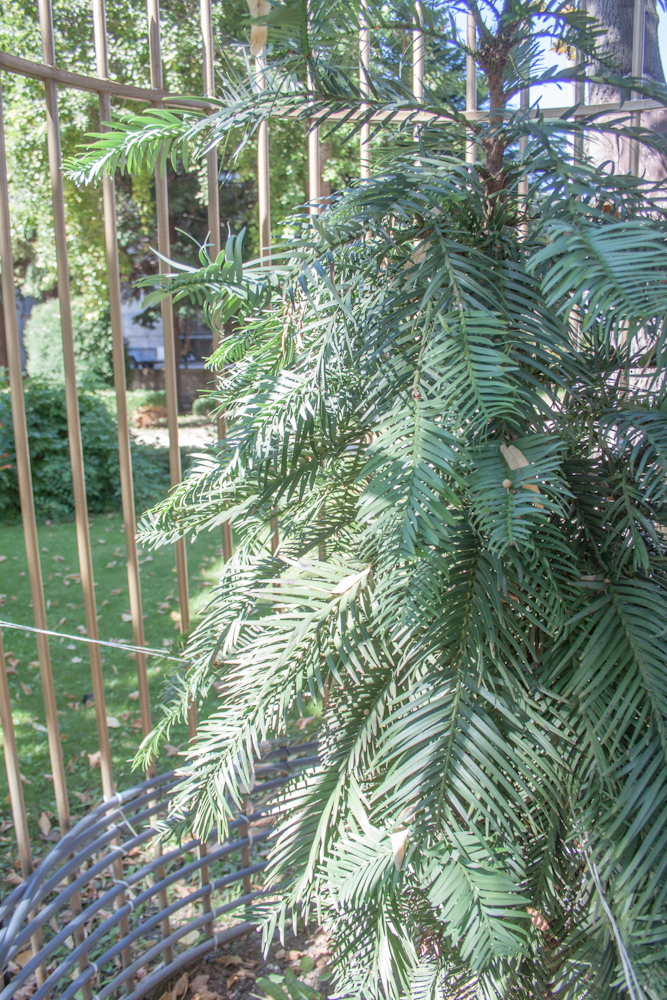
Sárkányfenyő a budapesti Füvészkertben